# Шалімов Владислав Олександрович
Владислав Олександрович Шалімов (рос. Владислав Александрович Шалимов; 23 вересня 1993, м. Бєлово, Росія) — український та російський хокеїст, правий нападник. Виступає за «Самару» третя російська ліга. В серпні 2013-го отримав українське громадянство.
Вихованець хокейної школи «Лада» (Тольятті). Виступав за «Валь-д'Ор Форерс» (QMJHL), «Донбас» (Донецьк).